# سبايك شونسوفت
سبايك شونسوفت (بالإنجليزية: Spike Chunsoft Co., Ltd.)‏، هي شركة يابانية تقوم بإنتاج وتطوير ألعاب الفيديو، أسست الشركة عام 2012م بعد دمج كل من شركة سبايك وشركة شونسوفت، وترجع مليكتها لشركة دوانغو.